# VfL Wolfsburgo
El VfL Wolfsburgo (Verein für Leibesübungen Wolfsburg e. V. en alemán y oficialmente, VfL Wolfsburg de manera abreviada, pronunciado /ˌfaʊ ʔɛf ʔɛl ˈvɔlfsbʊɐ̯k/) es una entidad deportiva profesional de la ciudad de Wolfsburgo, Alemania. Fue fundado en 1945, es uno de los clubes alemanes más populares del país,[cita requerida] conocido por su sección de fútbol profesional, que participa en la 1. Bundesliga, la primera división nacional. Desde noviembre de 2007, el consorcio automovilístico Volkswagen es propietario del 100% de las acciones del club.
El 23 de mayo de 2009, tras su victoria en campo propio contra el Werder Bremen, se proclama por primera vez en su historia campeón de la Bundesliga.

## Historia

### Fundación y primeros años
Ya en 1938, el WKG VW Stadt des KdF-Wagens era una asociación deportiva de la empresa dentro de la fábrica Volkswagen, que estuvo activa en Gauliga Osthannover hasta 1944-45. El VfL Wolfsburgo fue fundado el 12 de septiembre de 1945. Entre los fundadores figuraba una mujer: Irma Dziomba. En el primer año de su existencia, el equipo logró ganar el campeonato de primera clase de distrito y avanzar a la liga de distrito. En las temporadas 1951, 1952 y 1954 siguieron más títulos en la liga amateur Baja Sajonia -Ost. En el último año mencionado, finalmente fue ascendido a la Oberliga Nord, una de las ligas alemanas más importantes en ese momento, en el último partido de promoción, el Wolfsburgo se impuso 2-1 al Heider SV.

### Nuevo equipo en nueva ciudad
La ciudad de Wolfsburgo fue fundada en 1938 como Stadt des-KDF Wagen (ciudad del Auto de la fuerza a través de la alegría, por las siglas en alemán) para albergar a los trabajadores de la planta donde se producía el que más tarde se convertiría en el famoso, Volkswagen Sedán.
El 12 de septiembre de 1945, con el final de la Segunda Guerra Mundial, se fundó un nuevo club y fue conocido brevemente como VSK Wolfsburg. El club empezó a vestirse de verde y blanco, usado hoy en día por el VfL Wolfsburgo: el joven entrenador local Bernd Elberskirch disponía de diez camisetas verdes y sábanas blancas donadas por el público que fueron confeccionadas por las mujeres del pueblo para hacer los pantalones.
El 15 de diciembre de 1945, el club pasó por una crisis que casi termina con su existencia cuando todos sus jugadores menos uno se marcharon al 1. FC Wolfsburg. El único jugador que quedó, Josef Meyer, trabajó con Willi Hilbert en la reconstrucción del equipo contratando nuevos jugadores. En el plazo de un año con la nueva plantilla, ahora jugando como VfL Wolfsburg, lograron el título local de Gifhorn. A finales de noviembre de 1946, el club jugó un amistoso contra el Schalke 04 en el estadio propiedad de Volkswagen, surgiendo como el sucesor de BSG empresa que patrocinaba al club.

### Posguerra
El club hizo un lento pero constante progreso en las siguientes temporadas. Se conquistaron una serie de campeonatos de nivel amateur, pero no pudieron avanzar a los playoffs de la promoción hasta que finalmente alcanzaron el nivel más alto de la Oberliga Nord en 1954 con una victoria 2 a 1 sobre el Heider. Sin embargo, el Wolfsburgo luchó en la parte superior de la tabla, pero cayeron poco a poco a lo largo de la temporada, hasta que el Wolfsburgo de Imre Farkaszinski finalmente descendió en 1959. El club regresó a la Liga regional de fútbol en 1963. En el mismo año, el equipo también llegó a la final del campeonato amateur alemán, pero la perdió 0-1 contra los aficionados del VfB Stuttgart. Durante este tiempo, varios clubes más importantes, como el Bayern de Múnich, jugaron partidos de prueba con el Wolfsburgo. Cuando se formó la primera liga de fútbol profesional de Alemania (Bundesliga) se fundó en 1963, el Wolfsburgo estaba jugando en la Regionalliga Nord (II), que acaba de subir de la Baja Sajonia Verbandesliga (III).

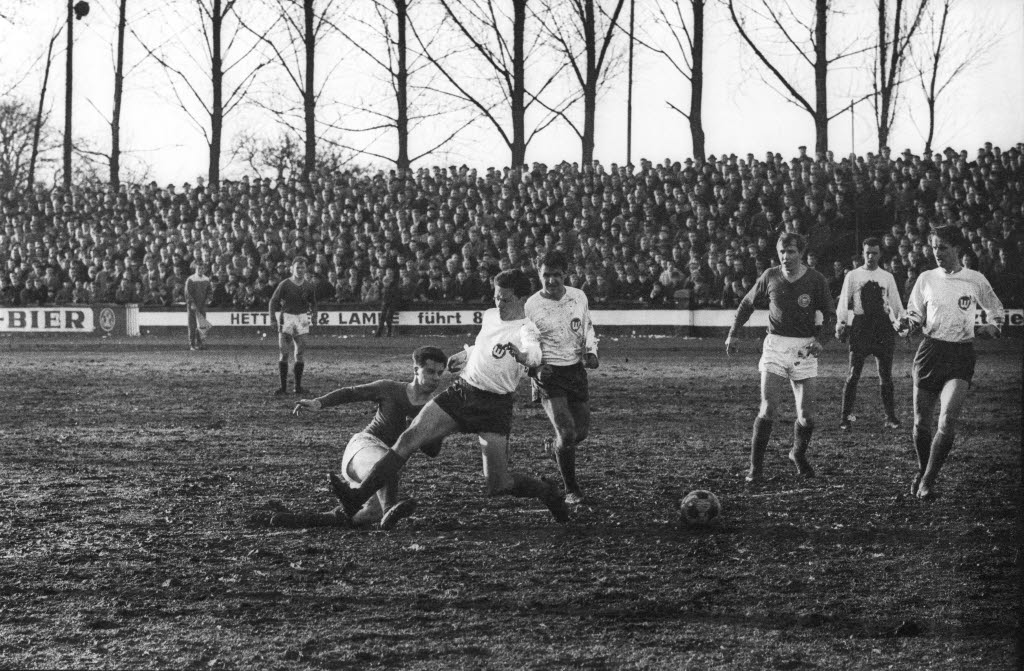
Wolfsburgo en Kiel, 1965.

En la temporada 1990-91 se proclamó campeón por primera vez en la Regionalliga Nord, pero volvió a fallar en la ronda de ascenso. Después de otro campeonato en 1992, se logró la victoria en la ronda de ascenso y, por tanto, el salto a la segunda división. Luego, el Wolfsburgo pudo establecerse primero en la liga. Bajo el liderazgo del entrenador Peter Pander, el club se convirtió en promotor en 1995. A pesar de liderar la tabla, fallaron debido a la menor diferencia de goles con Fortuna Düsseldorf y perdieron la final de la Copa de Alemania contra el Mönchengladbach. El 11 de junio de 1997, Wolfsburgo finalmente ascendió a la Bundesliga. En una cuasifinal contra el Mainz 05, ganó Wolfsburg 5-4. Roy Präger y Detlev Dammeier marcaron dos goles cada uno.

### Nuevo siglo, la era Magath
El Wolfsburgo alcanzó su primer éxito deportivo al consagrarse campeón de la 1. Bundesliga 2008-09 con Felix Magath como entrenador. En esa temporada el brasileño Grafite terminó como máximo anotador del equipo y del torneo con 28 goles, además de la excelente aporte del bosnio, Edin Džeko.

#### Era posterior a Magath
En la temporada 2014-15, con Dieter Hecking como entrenador, el Wolfsburgo recuperaría terreno en la Bundesliga, terminando la primera vuelta segundo tras el histórico, Bayern Múnich. En la segunda vuelta, el equipo mantuvo el segundo puesto al ganar 4-1 al club bávaro y vencer tanto al Borussia Dortmund como al Bayer 04 Leverkusen. Además lograron volver a participar en la Liga de Campeones 2015-16, después de 4 temporadas.

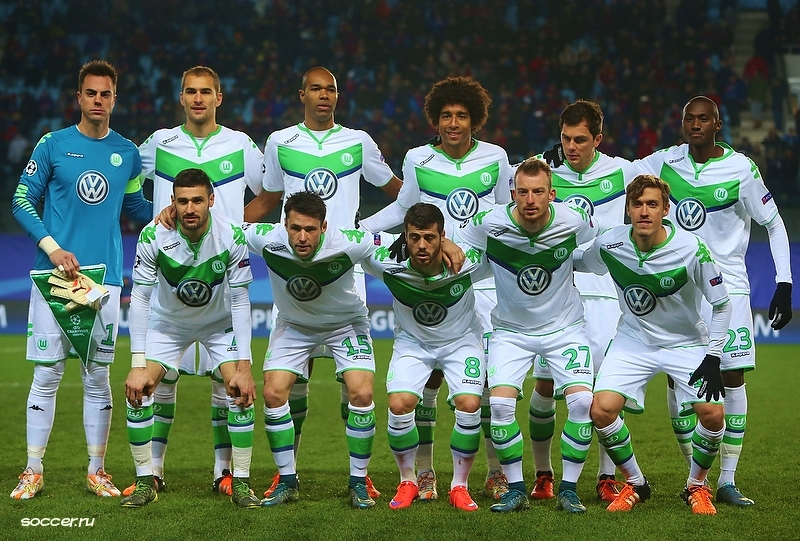
Wolfsburgo en la temporada 2015-16.

En la copa alemana, el Wolfsburgo se convertiría en campeón por primera vez al derrotar en la final al histórico Borussia Dortmund por 3-1, con goles de Bas Dost, Luiz Gustavo y Kevin De Bruyne.
En la Liga Europa 2014-15, los lobos fueron encuadrados con el Everton inglés, el F. C. Krasnodar ruso y el Lille francés. El equipo empezó mal al caer 4-1 en tierras inglesas y empatar de local con el Lille. Pero con un doble triunfo contra el Krasnodar se lograban muchas posibilidades de clasificar, a pesar de la caída en casa contra el Everton el equipo selló su pase como segundo al vencer al Lille de visita. En dieciseisavos, se enfrentan al Sporting de Portugal ganando con un global de 2-0. En octavos, su rival sería el Inter, al cual vencen por un global 5-2. Finalmente sería el Napoli el que eliminaría al Wolfsburgo.
La temporada 2015-16 iniciaría con la obtención de un nuevo trofeo Supercopa de Alemania al imponerse por la definición de penales (4-1) al Bayern de Múnich.
En la Champions League 2015-16 llegaría a cuartos de final, enfrentándose al Real Madrid C. F., ganándole 2-0 en Alemania para soñar con las semifinales. Sin embargo en España, los merengues remontarían, gracias a Cristiano Ronaldo, anotando 3 goles y así derrotando en el global 3-2 al Wolfsburgo. En la Bundesliga terminarían en octava posición, impidiéndole así jugar cualquier competición europea en la siguiente temporada.
No obstante, los lobos volverían a jugar una competición europea luego de quedar en la 6ª posición en la temporada 2018-19, y, por lo tanto, se clasificó para la fase de grupos de la UEFA Europa League con el entrenador Bruno Labbadia después evitar un descenso el año pasado.
A pesar del éxito, los caminos del Wolfsburgo y el entrenador fueron por caminos separados, ya que Labbadia no quería extender su contrato que expiraba. Como sucesor para la temporada 2019-20 estuvo Oliver Glasner obligado el año pasado con el LASK Linz ganado al corredor austriaco. Glasner firmó un contrato hasta 2022. El equipo del Wolfsburgo, junto a Glasner jugó por los lugares internacionales durante toda la temporada; al final, el Wolfsburgo alcanzó la 7° plaza, lo que le permite participar desde la segunda fase de clasificación de la Europa League 2020-21.

## Instalaciones

### Volkswagen-Arena

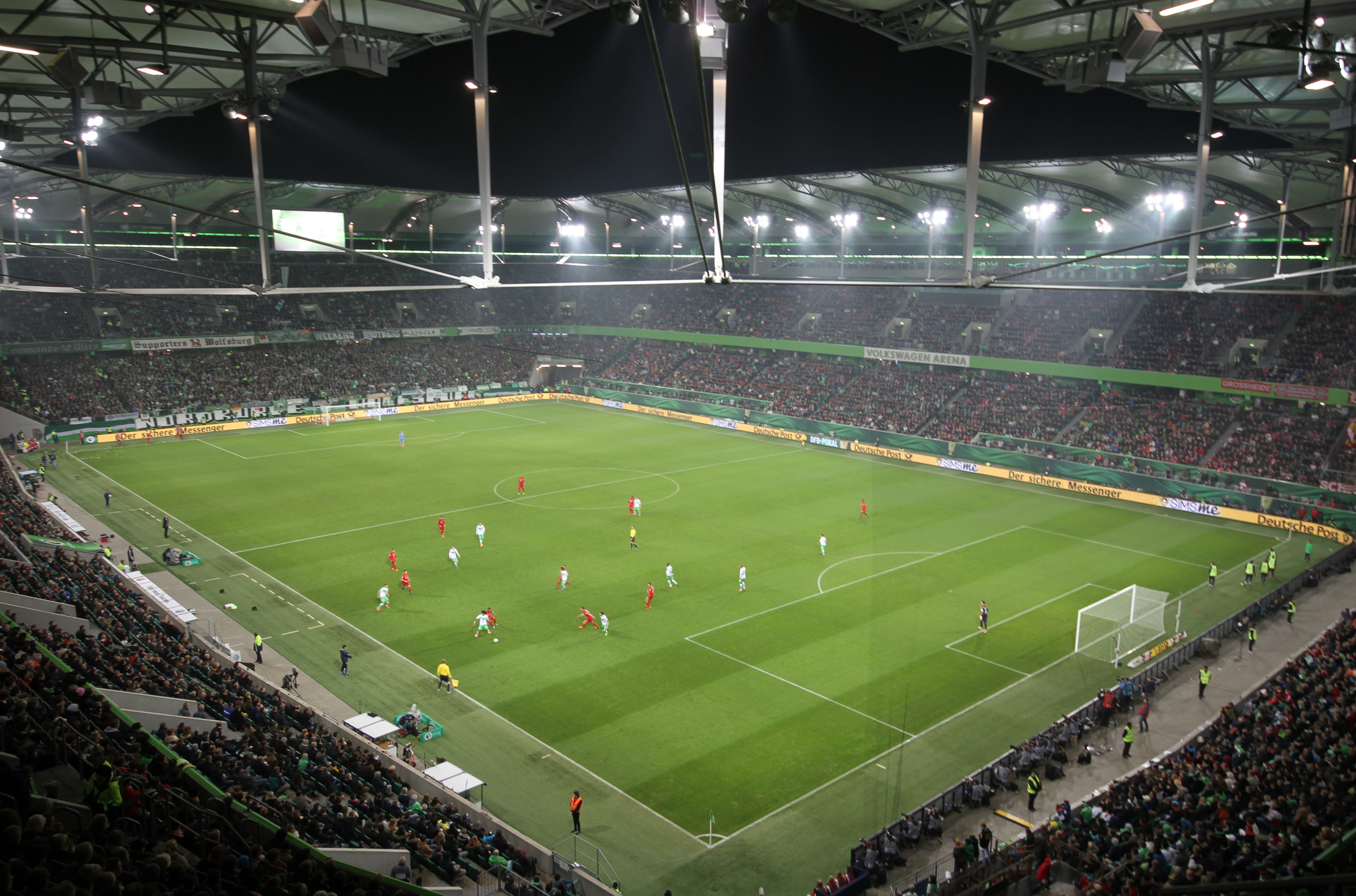
Interior del Volkswagen-Arena, Wolfsburgo.

La inauguración fue en diciembre de 2002, actualmente tiene una capacidad de 30 000 espectadores y para partidos internacionales 26 000 espectadores.
Sede de conciertos, por ejemplo de Herbert Grönemeyer, Elton John o Anastacia.

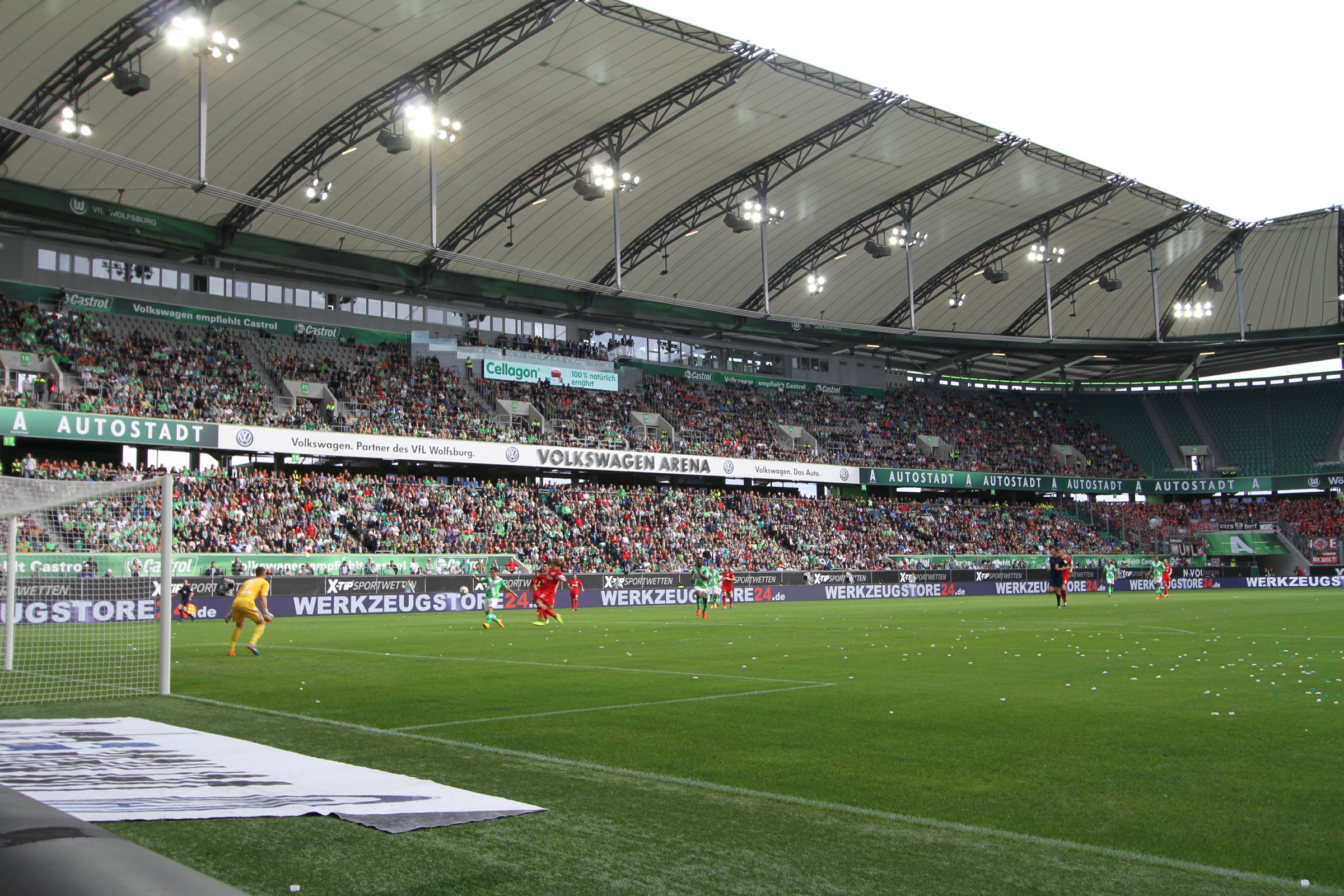
Interior del estadio Volkswagen-Arena.

### Estadio AOK

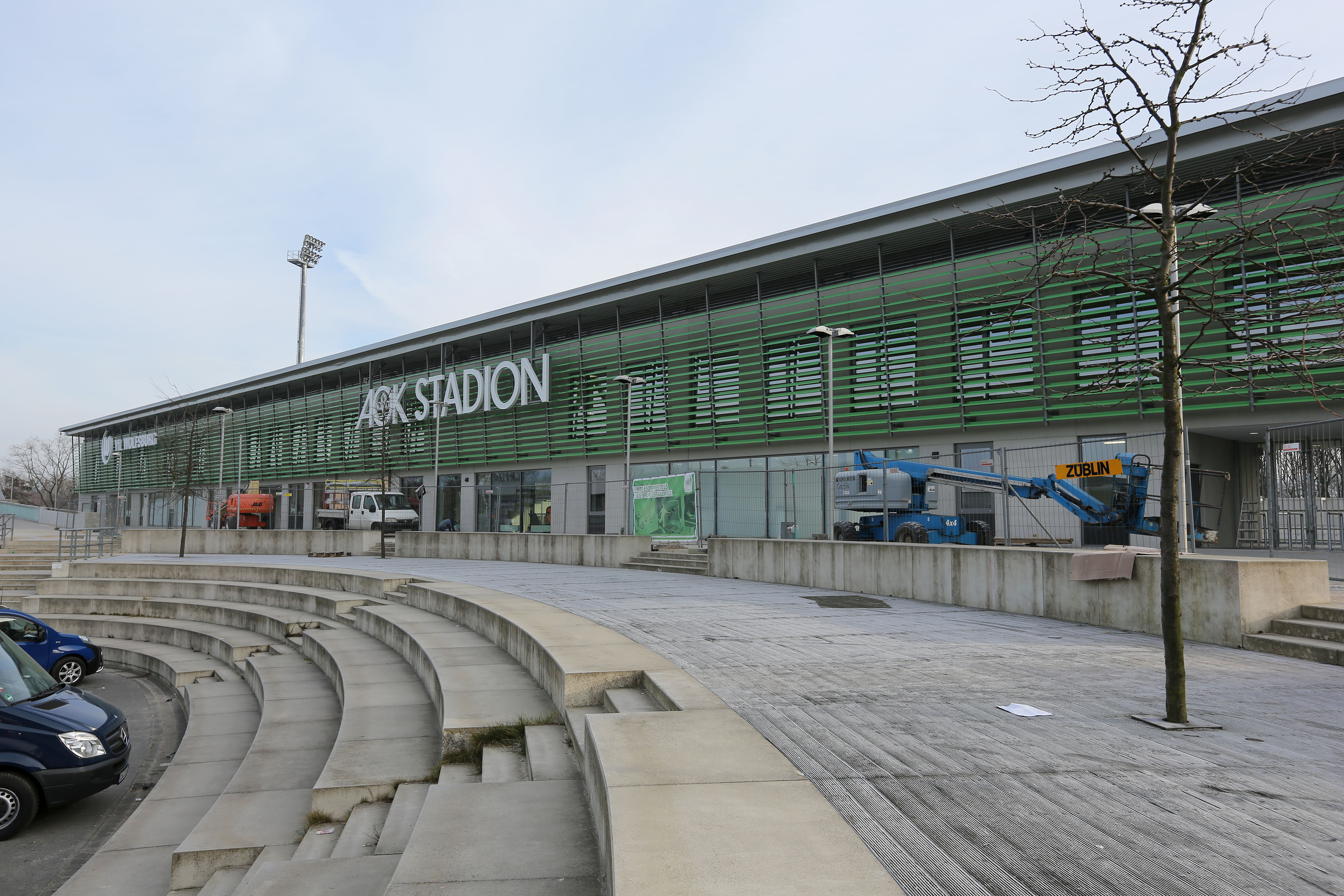
AOK Stadion.

Fue inaugurado el 23 de enero de 2015, tiene una capacidad de 5.200 espectadores (1700 sentados y 3500 de pie).
La nueva sede sustituye al estadio del VfL en Elsterweg para el VfL Wolfsburgo femenino y al segundo equipo masculino del VfL Wolfsburgo. Además del estadio, el nuevo complejo incluye el VfL Center y el VfL Football World.

### Elsterweg Stadion del Wolfsburgo

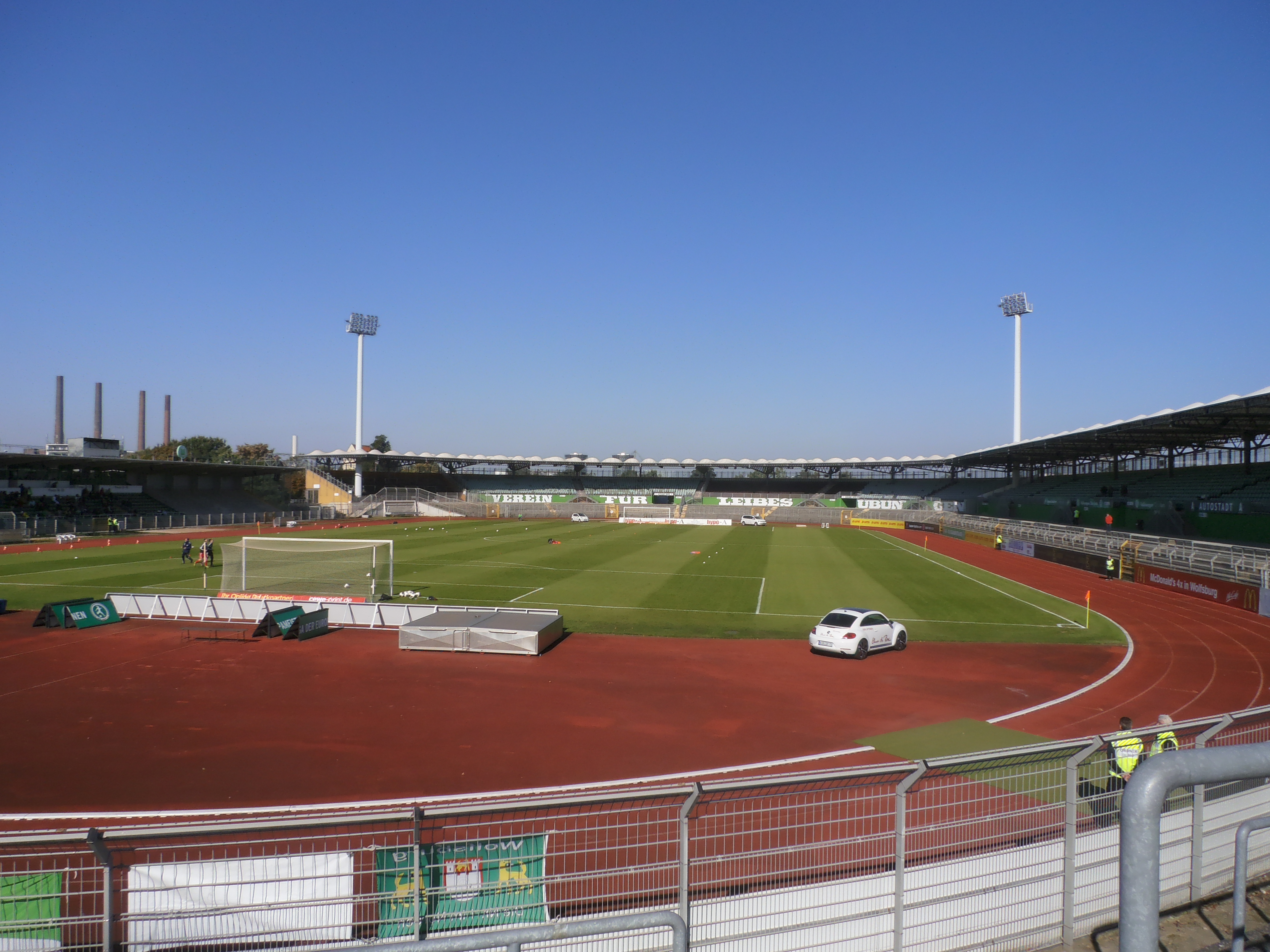
Interior del Elsterweg Stadion.

Tiene una capacidad de 21.600 espectadores; tras el desmantelamiento de las tribunas 17 600 espectadores, de los cuales 12 500 asientos.
La tribuna principal, que fue construida en 1961 con 750 000 DM de elementos de hormigón, es un edificio protegido.
La inauguración el 10 de octubre de 1947, la despedida del estadio fue el 23 de noviembre de 2002.

## Indumentaria
En la fundación del Wolfsburgo el uniforme estaba compuesto por camiseta verde, pantaloneta blanca y medias verdes.
- Marca deportiva actual: Nike
- Uniforme titular: Camiseta verde, pantaloneta verde y medias verdes.
- Uniforme alternativo: Camiseta negra, pantaloneta negra y medias negras.
- 3° uniforme: Camiseta blanca, pantaloneta blanca y medias blancas.

| Primero | (Ver evolución) | Actual |

## Datos del club
- Puesto histórico: 17º[10]
- Temporadas en 1ª: 23
- Temporadas en 2ª: ?
- Mejor puesto en la 1ª : 1.º (1 vez).
- Peor puesto en la 1ª: 17.º (?).
- Mayor goleada conseguida: 
  - En campeonatos nacionales:
    - VfL Wolfsburgo 8 - 1 F. C. Augsburgo (Bundesliga 2018-19).
- Mayor goleada encajada: 
  - En campeonatos nacionales:
    - VfL Wolfsburgo 2 - 7 Werder Bremen (Bundesliga 1999-2000).
- Mayor número de goles marcados en una temporada: ? (?).
- Máximo goleador: Edin Džeko con 66 goles.
- Más partidos disputados: Diego Benaglio con 259 partidos.

## Jugadores

### Plantilla y cuerpo técnico 2025-26

#### Altas 2025-26
| Altas            |                |                        |           |             |
| Jugador          | Posición       | Procedencia            | Tipo      | Costo       |
| Vini Souza       | Centrocampista | Sheffield United F. C. | Traspaso. | €15.000.000 |
| Aaron Zehnter    | Defensa        | S. C. Paderborn 07     | Traspaso. | €4.500.000  |
| Mohamed Amoura   | Delantero      | Royale Union S. G.     | Traspaso. | €14.750.000 |
| Denis Vavro      | Defensa        | F. C. Copenhague       | Traspaso. | €2.000.000  |
| Jakub Zieliński  | Guardameta     | Legia de Varsovia      | Traspaso. | €900.000    |
| Jesper Lindstrøm | Centrocampista | S.S.C. Napoli          | Cesión.   | €1.500.000  |

#### Bajas 2025-26
| Bajas              |                |                    |           |               |
| Jugador            | Posición       | Destino            | Tipo      | Costo         |
| Tiago Tomás        | Delantero      | V. f. B. Stuttgart | Traspaso. | €13.000.000   |
| Sebastiaan Bornauw | Defensa        | Leeds United F. C. | Traspaso. | €6.000.000    |
| Cédric Zesiger     | Defensa        | F. C. Augsburgo    | Traspaso. | €4.000.000    |
| David Leal Costa   | Centrocampista | F. C. Augsburgo II | Traspaso. | Sin detalles. |
| Lukas Nmecha       | Delantero      | Leeds United F. C. | Libre.    |               |
| Kevin Behrens      | Delantero      | F. C. Lugano       | Libre.    |               |
| Bartosz Bialek     | Delantero      | S. V. Darmstadt 98 | Libre.    |               |
| Manuel Braun       | Delantero      | Hannover 96        | Cesión.   |               |
| Jakub Kamiński     | Delantero      | F. C. Colonia      | Cesión.   |               |
| Bartol Franjić     | Centrocampista | Venezia F. C.      | Cesión.   |               |

#### Jugadores internacionales
| Selección                | Categoría | # | Jugador(es)                                                     |
| ------------------------ | --------- | - | --------------------------------------------------------------- |
| Alemania                 | Absoluta  | 4 | Ridle Baku, Yannick Gerhardt, Lukas Nmecha y Maximilian Arnold. |
| Alemania                 | Sub-21    | 2 | Kilian Fischer y Maximilian Philipp.                            |
| Alemania                 | Sub-18    | 3 | Philipp Schulze, Manuel Braun y Dženan Pejčinović.              |
| Suiza                    | Absoluta  | 1 | Cédric Zesiger.                                                 |
| Bélgica                  | Absoluta  | 3 | Koen Casteels, Sebastiaan Bornauw y Aster Vranckx.              |
| Países Bajos             | Sub-21    | 1 | Micky van de Ven.                                               |
| Austria                  | Absoluta  | 2 | Patrick Wimmer y Pavao Pervan.                                  |
| Francia                  | Sub-21    | 1 | Nicolas Cozza.                                                  |
| Francia                  | Sub-20    | 1 | Maxence Lacroix.                                                |
| Estados Unidos           | Absoluta  | 1 | Ulysses Llanez.                                                 |
| Estados Unidos           | Sub-20    | 1 | Kevin Paredes.                                                  |
| Suecia                   | Absoluta  | 1 | Mattias Svanberg.                                               |
| Croacia                  | Sub-21    | 1 | Bartol Franjić.                                                 |
| República Checa          | Absoluta  | 1 | Václav Černý.                                                   |
| República Checa          | Sub-19    | 1 | Lukas Ambros.                                                   |
| Polonia                  | Absoluta  | 1 | Jakub Kamiński.                                                 |
| Polonia                  | Sub-21    | 1 | Bartosz Białek.                                                 |
| Dinamarca                | Absoluta  | 1 | Jonas Wind.                                                     |
| Portugal                 | Sub-21    | 1 | Tiago Tomás.                                                    |
| Corea del Sur            | Sub-22    | 1 | Hong Yun-sang.                                                  |
| style="text-align:left;" |           |   |                                                                 |

### Más presencias
|    | Futbolista        | Partidos | Goles | País     |
| -- | ----------------- | -------- | ----- | -------- |
| 1  | Maximilian Arnold | 438      | 47    | Alemania |
| 2  | Olaf Ansorge      | 381      | 123   | Alemania |
| 3  | Diego Benaglio    | 321      | 0     | Suiza    |
| 4  | Uwe Otto          | 317      | 8     | Alemania |
| 2  | Marcel Schäfer    | 312      | 16    | Alemania |
| 6  | Detlev Dammeier   | 247      | 23    | Alemania |
| 7  | Robin Knoche      | 226      | 14    | Alemania |
| 8  | Holger Ballwanz   | 215      | 13    | Alemania |
| 9  | Michael Geiger    | 214      | 31    | Alemania |
| 10 | Holger Fiebich    | 212      | 59    | Alemania |

### Dorsales retirados
| Dorsal | Futbolista     | Temporada   | País               |
| ------ | -------------- | ----------- | ------------------ |
| 19     | Junior Malanda | 2014 - 2015 | Bandera de Bélgica |

## Entrenadores
- Ludwig Lachner (julio de 1963 – 30 de junio de 1966)
- Imre Farkaszinski (julio de 1966 – diciembre de 1974)
- Fritz Schollmeyer (enero de 1975 – 29 de abril de 1975)
- Günther Brockmeyer (abril de 1975)
- Paul Kietzmann (3 de mayo de 1975 – 28 de noviembre de 1975)
- Radoslav Momirski (2 de diciembre de 1976 – 4 de marzo de 1978)
- Imre Farkaszinski (marzo de 1978 – diciembre de 1978)
- Henk van Meteren (diciembre de 1978 – abril de 1979)
- Wilfried Kemmer (abril de 1979 – octubre de 1983)
- Imre Farkaszinski (octubre de 1983 – junio de 1984)
- Wolf-Rüdiger Krause (julio de 1984 – junio de 1988)
- Horst Hrubesch (julio de 1988 – 30 de junio de 1989)
- Ernst Menzel (julio de 1989 – junio de 1991)
- Uwe Erkenbrecher (julio de 1991 – 10 de febrero de 1993)
- Eckhard Krautzun (16 de febrero de 1993 – 4 de abril de 1995)
- Gerd Roggensack (6 de abril de 1995 – 22 de octubre de 1995)
- Willi Reimann (23 de octubre de 1995 – 17 de marzo de 1998)
- Wolfgang Wolf (23 de marzo de 1998 – 4 de marzo de 2003)
- Jürgen Röber (4 de marzo de 2003 – 3 de abril de 2004)
- Eric Gerets (4 de abril de 2004 – 29 de mayo de 2005)
- Holger Fach (1 de julio de 2005 – 19 de diciembre de 2005)
- Klaus Augenthaler (29 de diciembre de 2005 – 19 de mayo de 2007)
- Felix Magath (1 de julio de 2007 – 30 de junio de 2009)
- Armin Veh (1 de julio de 2009 – 25 de enero de 2010)
- Lorenz-Günther Köstner (25 de enero de 2010 – 30 de junio de 2010)
- Steve McClaren (1 de julio de 2010 – 7 de febrero de 2011)
- Pierre Littbarski (8 de febrero de 2011 – 17 de marzo de 2011)
- Felix Magath (18 de marzo de 2011 – 25 de octubre de 2012)
- L-G Köstner (25 de octubre de 2012 – 31 de diciembre de 2012)
- Dieter Hecking (1 de enero de 2013 – 17 de octubre de 2016)
- Valérien Ismaël (17 de octubre de 2016 – 26 de febrero de 2017)
- Andries Jonker (27 de febrero de 2017 – 17 de septiembre de 2017)
- Martin Schmidt (18 de septiembre de 2017 – 19 de febrero de 2018)
- Bruno Labbadia (20 de febrero de 2018 – 29 de junio de 2019)
- Oliver Glasner (1 de julio de 2019 – 26 de mayo de 2021)
- Mark van Bommel (1 de julio de 2021 – 24 de octubre de 2021)
- Florian Kohfeldt (26 de octubre de 2021 – 15 de mayo de 2022)
- Niko Kovač (24 de mayo de 2022 – 17 de marzo de 2024)
- Ralph Hasenhüttl (17 de marzo de 2024 – 4 de mayo de 2025)
- Daniel Bauer (4 de mayo de 2025 – 12 de junio de 2025)
- Paul Simonis (12 de junio de 2025 –)

## Palmarés

### Torneos nacionales (3)
| Competición nacional        | Títulos  | Subcampeonatos |
| --------------------------- | -------- | -------------- |
| Primera División (1/1)      | 2008-09. | 2014-15.       |
| Copa de Alemania (1/1)      | 2014-15. | 1994-95.       |
| Supercopa de Alemania (1/0) | 2015.    |                |
|                             |          |                |
| Segunda División (0/1)      |          | 1996-97.       |

### Torneos internacionales
| Competición internacional       | Títulos | Subcampeonatos |
| ------------------------------- | ------- | -------------- |
| Copa Intertoto de la UEFA (0/1) |         | 2003.          |

### Torneos regionales (7)
| Competición regional                                | Títulos                             | Subcampeonatos             |
| --------------------------------------------------- | ----------------------------------- | -------------------------- |
| Landesliga Nidedersachsen / Regionalliga Nord (4/3) | 1950-51, 1951-52, 1953-54, 1962-63. | 1949-50, 1952-53, 1969-70. |
| Oberliga Nord (2/3)                                 | 1990-91, 1991-92.                   | 1975-76, 1977-78, 1987-88. |
| Copa de Baja Sajonia (1/0)                          | 1961-62.                            |                            |

## Estadísticas en competiciones UEFA
| Torneo                                        | Temp. | PJ | PG | PE | PP | GF  | GC  | Dif. | Mejor posición   |
| --------------------------------------------- | ----- | -- | -- | -- | -- | --- | --- | ---- | ---------------- |
| Copa de Europa / Liga de Campeones de la UEFA | 3     | 22 | 10 | 3  | 9  | 29  | 29  | 0    | Cuartos de final |
| Copa de la UEFA / Liga Europa de la UEFA      | 6     | 45 | 21 | 10 | 14 | 79  | 61  | +18  | Cuartos de final |
| Copa Intertoto de la UEFA                     | 5     | 24 | 10 | 7  | 7  | 36  | 29  | +7   | Subcampeón       |
| Total                                         | 14    | 91 | 41 | 20 | 30 | 144 | 119 | +25  | 0 títulos        |

- Actualizado a la Temporada 2021-22.
- PJ= Partidos Jugados; PG= Partidos Ganados; PE= Partidos Empatados; PP= Partidos Perdidos; GF= Goles a favor; GC= Goles en contra; Dif.= Diferencia de goles.

## Rivalidades
En los medios, los partidos entre el Wolfsburgo, Hannover 96 y Eintracht Brunswick se consideran clásicos. Los aficionados de los clubes de Braunschweig y Hannover contradicen este punto de vista y ven los partidos entre sí como los auténticos clásicos de Baja Sajonia.

## Secciones deportivas

### VfL Wolfsburgo (femenino)
El VfL Wolfsburgo posee un equipo femenino de fútbol que actualmente disputa la Primera División de Alemania femenina, la Bundesliga.
La sección fue fundada en el año 2003, fecha en la que disputó su primera edición de la Bundesliga en la que finalizó en octavo lugar, mientras que en la temporada siguiente el equipo fue relegado a la Segunda División tras finalizar en 12.ª y última posición, recuperando su plaza tan solo un año después tras vencer en la promoción directa 2005-06. Después de un quinto lugar en 2009-10, el equipo dio un salto cualitativo y fue uno de los contendientes al título logrando ser subcampeón en 2011-12.
Su buena progresión se vio reflejada en el título logrado en la temporada 2012-13 de la UEFA Champions League Femenina, —título más prestigioso a nivel de clubes en Europa— tan solo dos semanas después de que el equipo lograse su primera Bundesliga. Completaron el año con el triplete tras ganar también la Copa de Alemania. Esta fue la primera vez que un equipo femenino logró la hazaña, y la primera vez que dos equipos de la misma nación ganaron el triplete tanto en categoría masculina como femenina en el mismo año. La sección femenina ha ganado todas las ediciones de la Bundesliga Femenina desde la temporada 2016-17 y de la Copa de fútbol femenino de Alemania desde la edición de 2014-15.

## Categorías inferiores

### VfL Wolfsburgo II
Actualmente juega en la Regionalliga Nord, la cuarta liga de fútbol más importante de Alemania.